# Great Laxey Wheel

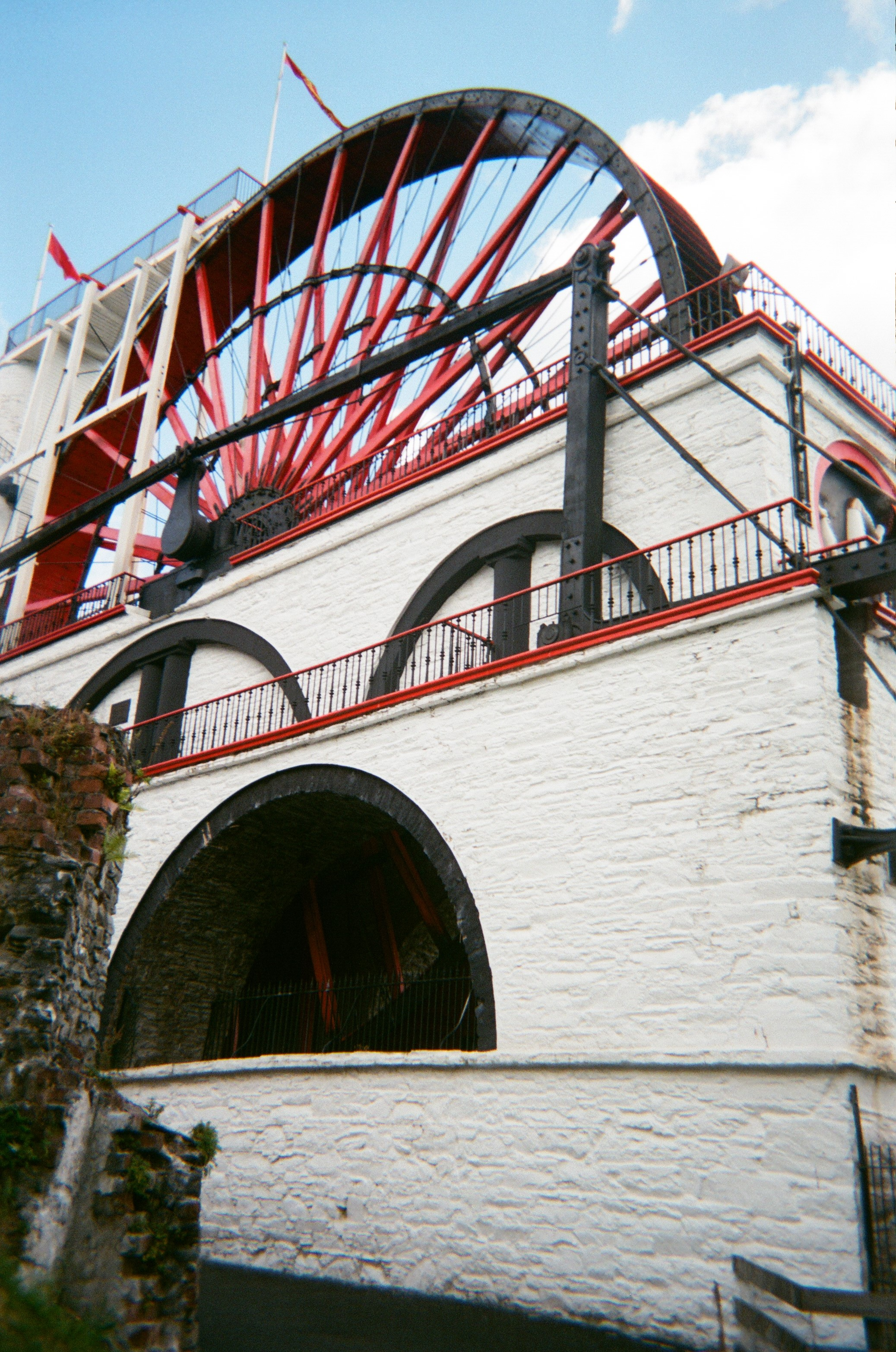
Het waterrad van Laxey anno 2018

De Lady Isabella, beter bekend als het Great Laxey Wheel, is ’s werelds grootste functionerende waterrad, gelegen in de vallei Glen Mooar nabij het dorp Laxey aan de oostkust van het eiland Man. Deze constructie naar een ontwerp van Robert Casement dateert uit 1854 en diende om water uit de mijn van Laxey af te voeren, waar in de negentiende eeuw zilver, zink en lood ontgonnen werden. Naamgever was Isabella Hope, de vrouw van de toenmalige luitenant-gouverneur van Man, Charles Hope. 

## Mechanisme
De Lady Isabella werkt uitsluitend met waterkracht, die geleverd wordt door riviertjes in de hogergelegen heuvels. Het houten wiel heeft een diameter van 22 meter en dreef de pompen in de mijnschacht aan via een stootarm van 182 meter lang, die over rollen heen en weer ging. Het rad draaide driemaal per minuut om zijn as, en op deze manier kon per minuut 250 gallon (circa 1000 liter) water uit de mijnschacht worden opgepompt, dat vervolgens in de vallei van de Laxey werd afgevoerd, samen met het water van de bergriviertjes dat van bovenaf over het rad werd uitgestort. Op het rad zitten 192 scheppen waarin telkenmale 91 liter water past. Het idee om waterkracht te gebruiken was ingegeven door de schaarste van steenkool op het eiland Man, waardoor het onpraktisch was, hiervoor een stoommotor te gebruiken. Op de voorste muur van het bakstenen fundament staat het triskelion met de drie benen, het symbool van het eiland Man. De lozing van het mijnwater leidde tot ernstige verontreiniging en vissterfte in de Laxey, waarin decennialang sporen van zware metalen aanwezig bleven.

## Toeristische attractie
Reeds in de 19de eeuw trok het Great Laxey Wheel toeristen. De bijbehorende mijn werd in 1929 gesloten, waarna een plaatselijke ondernemer het waterrad onderhield. Edwin Kneale, die het in 1937 gekocht had, verkocht het rad anno 1965 aan de Manxe regering. Sedert 1989 wordt de Lady Isabella beheerd door Manx National Heritage. Na een restauratie van de houten stootarm in 2013 werd vanaf 2014 de bakstenen fundering gerenoveerd.
De Manxe wielrenner en muzikant Stuart Slack componeerde een lied over het Great Laxey Wheel.

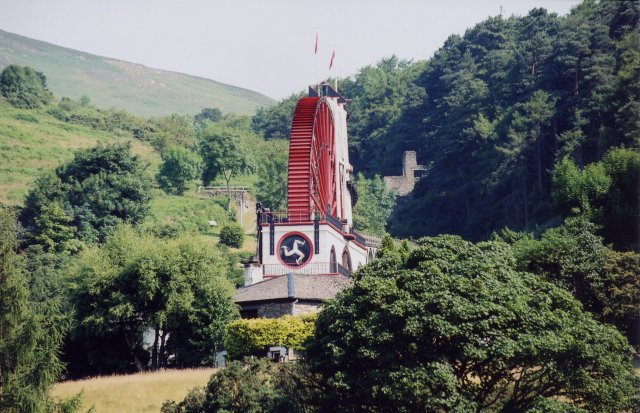
Profielaanzicht
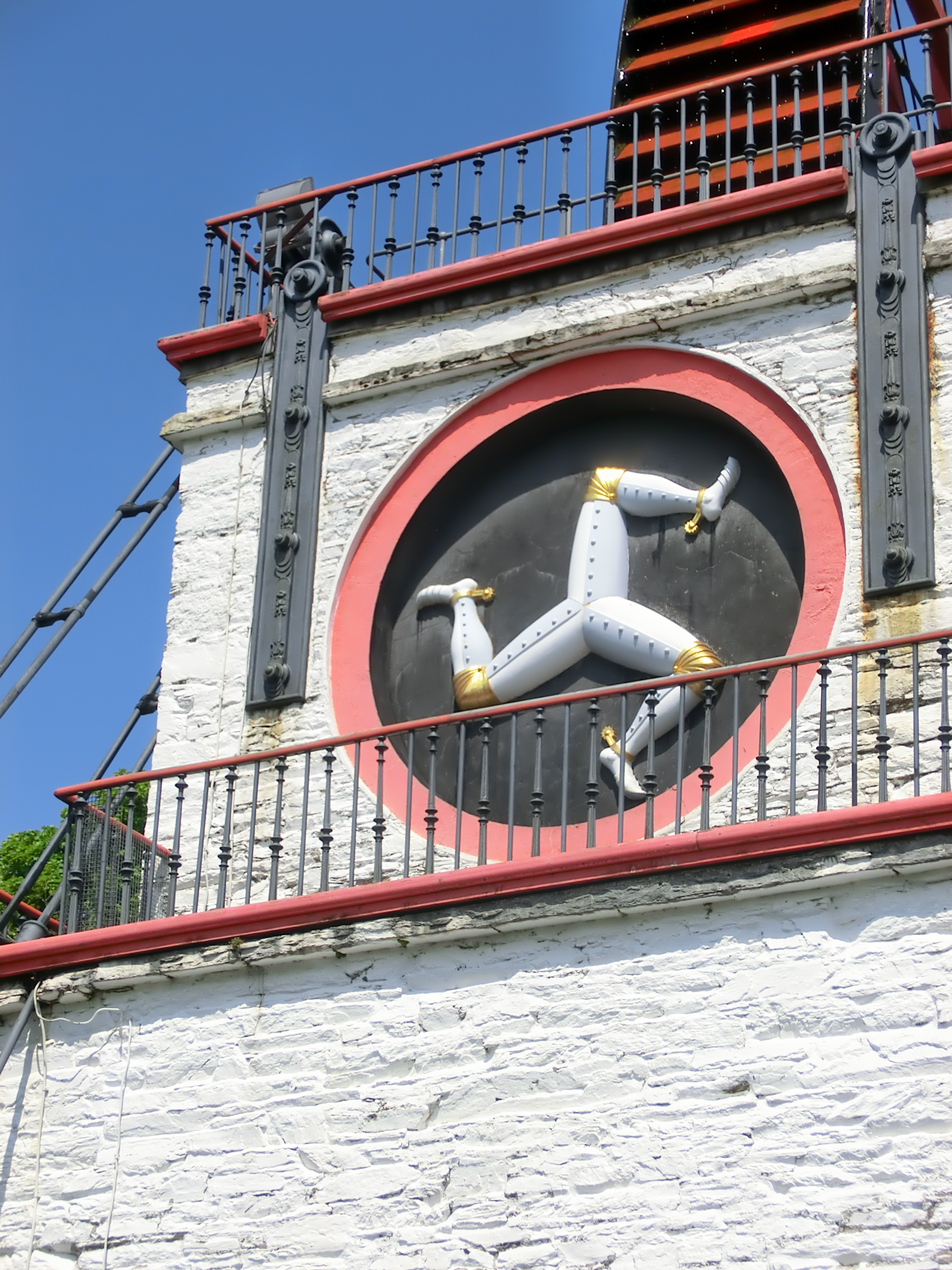
Manx triskelion
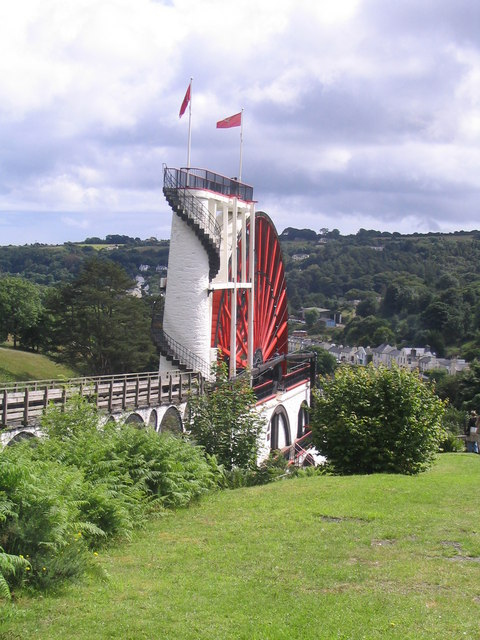
Achteraanzicht
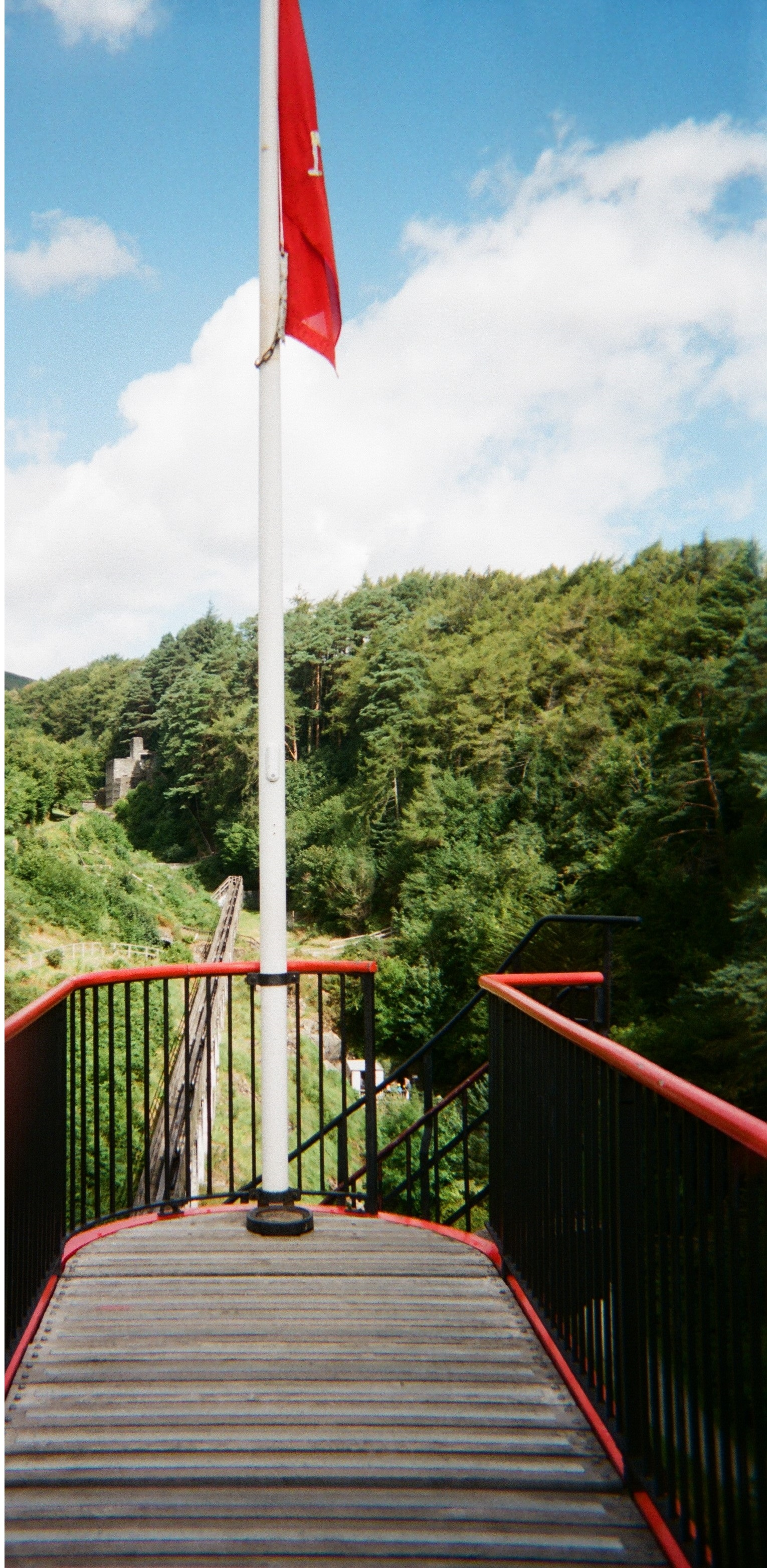
Boven op het rad
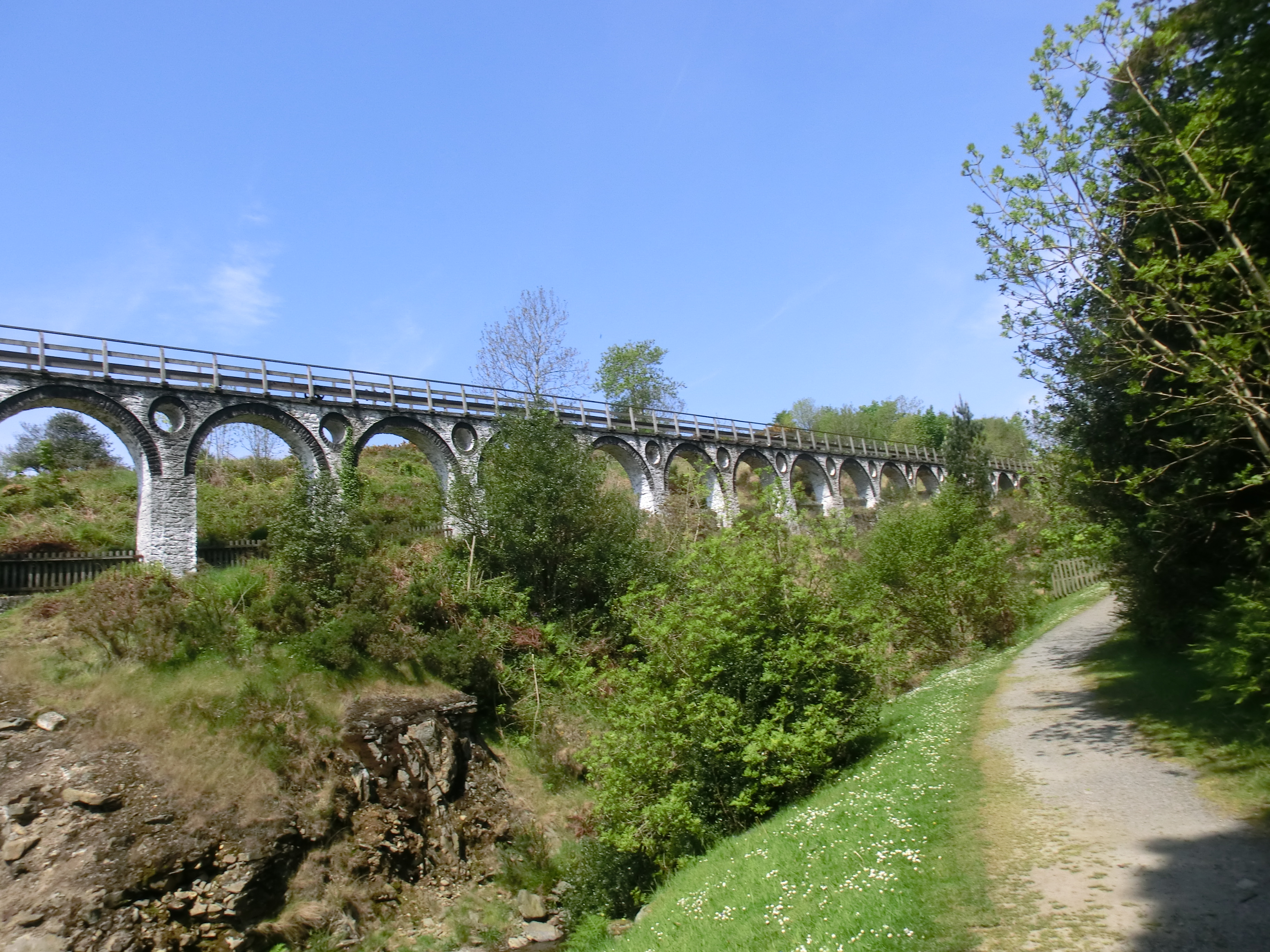
Ondersteuning voor de stootarm